# Erik van Rooyen
Erik van Rooyen (21 februari 1990) is een golfer uit Zuid-Afrika.

## Amateur
Van Rooyen studeerde aan de University of Minnesota en speelde college golf. Hij won het Minnesota State Amateur.

## Professional
In januari 2013 haalde hij spelerskaart nummer 13 op de Tourschool van de Sunshine Tour. Daarna moest hij eerst enkele maanden terug naar Minnesota om zijn studie af te maken. Zijn eerste toernooi nadien was de Polokwane Classic op 13 juni en zijn beste resultaat was een tiende plaats op het Tshwane Open van 2015, onderdeel van de veel sterkere Europese PGA Tour.